# Баркер, Джон
Джон Баркер (англ. John Barker; 1771—1849) — английский дипломат и ботаник.

## Биография
Джон Баркер родился 9 марта 1771 года в городе Смирне.
В 1799 году стал агентом Британской Ост-Индской компании в Алеппо, в 1826 году британским консулом в Александрии и после смерти Генри Солта — генеральным консулом в Египте.
Оставив этот пост, он удалился в 1834 году в долину Сведия (древняя Селевкия Пиерия) на Оронте, в 18 км от Антиохии, где поселился и устроил школу для изучения культуры отборнейших видов плодов Азии и Европы. Особенно ревностно он занимался культурой разных видов персиков и абрикосов. Первые ганвик-нектарины (род персиков) появились в Европе в XIX веке благодаря ему.
Благодаря хорошим отношениям с местным населением и властями, он смог быть полезным многим европейским путешественникам на Востоке, например, Буркгарду, Ирби и Манглесу, и Евфратской экспедиции и другим.
Джон Баркер умер 5 октября 1849 года в Сведии.